# Grant Holloway
Grant Holloway   (Chesapeake (Virgínia), Estats Units, 19 de novembre de 1997) és un atleta estatunidenc, especialitzat en la cursa de 110 metres tanques. Ha participat en 2 Olimpíades, guanyant 1 medalla d'or en els Jocs Olímpics de París i 1 medalla de plata en els Jocs Olímpics de Tòquio. A més, ha guanyat 3 medalles d'or en els Campionats del Món i 3 medalles d'or en els Campionats del Món en pista coberta.
La seva marca personal de 12.81 segons, aconseguida el 26 de juny de 2021 en la classificació pels Jocs Olímpics a Eugene, és la segona millor marca de la història en els 110 metres tanques.
També és el plusmarquista mundial de la prova de 60 metres tanques, amb un temps de 7.27 segons, aconseguit el 16 de febrer de 2024 a Albuquerque. En aquesta prova, amb la victòria al Campionat del Món en pista coberta de Nanjing de 2025, va aconseguir per primera vegada a la història guanyar 3 campionats del món consecutius i establir un nou rècord d'11 temporades seguides sense perdre ni una cursa en pista coberta.

## Marques personals
| Disciplina   | Marca   | Seu         | Data                 |
| ------------ | ------- | ----------- | -------------------- |
| 110m tanques | 12.81   | Eugene      | 26 de juny de 2021   |
| 60m tanques  | 7.27 WR | Albuquerque | 16 de febrer de 2024 |

## Trajectòria internacional
| Jocs Olímpics     | Jocs Olímpics | Jocs Olímpics | Jocs Olímpics | Jocs Olímpics |
| Any               | Lloc          | Posició       | Prova         | Marca         |
| ----------------- | ------------- | ------------- | ------------- | ------------- |
| 2020              | Tòquio        | 2             | 110m tanques  | 13.09         |
| 2024              | París         | 1             | 110m tanques  | 12.99         |
| Campionat del món |               |               |               |               |
| 2019              | Doha          | 1             | 110m tanques  | 13.10         |
| 2022              | Eugene        | 1             | 110m tanques  | 13.03         |
| 2023              | Budapest      | 1             | 110m tanques  | 12.96         |